# 해병대 축구단
해병대 축구단은 해병대 소속 축구단으로 실업축구에 참가하였다.

## 역사
1954년 해병대사령부 인사감 민기식 소령의 제의와 추진으로 창단한 것으로 알려져 있으며
1955년 대통령배 전국축구대회에서 우승하였고 1960년대에도 활발히 활동하였다. 강호로 군림하였으나 1973년 해병대 사령부가 해체되면서 역시 해체 수순을 밟았으며 그 해 10월 전국체육대회 참가를 마지막으로 해체되었으며 해군에 이관되어 해군 축구단이 되었다.
현재 독자적인 해병대 축구단 부활을 위해 노력하고 있다.

## 유명 선수
- 김정남
- 김호
- 조중연
- 이회택

### 해병대 출신[1]
- 이용수
- 허정무

[1]1973년 해군과 해병대가 통합된 후 해병대로 입대한 선수들은 해군 축구단에서 복무

## 같이 보기
- 특무대 축구단
- 첩보대 축구단
- 육군 축구단
- 해군 축구단
- 공군 축구단
- 국군체육부대
- 상주 상무 축구단